# Campeonato Mundial de Ginástica Acrobática de 2010
O 22º Campeonato Mundial de Ginástica Acrobática foi organizado pela Federação Internacional de Ginástica nos dias 16 a 18 de julho de 2010, em Breslávia, na Polónia. Foram disputados 5 eventos nas categorias feminino, masculino e misto.

## Quadro de medalhas
O quadro de medalhas foi publicado.
| Ordem | País           | Medalha de ouro | Medalha de prata | Medalha de bronze | Total |
| ----- | -------------- | --------------- | ---------------- | ----------------- | ----- |
| 1     | Grã-Bretanha   | 2               | 1                | 0                 | 3     |
| 2     | Rússia         | 1               | 2                | 2                 | 5     |
| 3     | Ucrânia        | 1               | 0                | 1                 | 2     |
| 4     | Estados Unidos | 1               | 0                | 0                 | 1     |
| 5     | Bielorrússia   | 0               | 1                | 1                 | 2     |
| 5     | China          | 0               | 1                | 1                 | 2     |
| Total | Total          | 5               | 5                | 5                 | 15    |

## Medalhistas
| Evento                    | Ouro                                                                       | Ouro   | Prata                                                       | Prata  | Bronze                                                                           | Bronze |
| Dupla masculina detalhes  | GBR Grã-Bretanha Edward Upcott Douglas Fordyce                             | 28.662 | RUS Rússia Konstantin Pilipchuk Alexei Dudchenko            | 28.506 | BLR Bielorrússia Yauheni Kalachou Ruslan Fedchanka                               | 28.052 |
| Equipe masculina detalhes | GBR Grã-Bretanha Adam Buckingham Adam McAssey Alex Uttley Jonathan Stranks | 28.852 | CHN China Xue Wangxin Fang Sheng Zhao Yuchao Han Yuliang    | 28.801 | RUS Rússia Artur Avakyan Yuriy Gerasimov Grigoriy Sergienko Konstantin Stetsenko | 28.552 |
| Dupla feminina detalhes   | UKR Ucrânia Kateryna Sytnikova Anastasiya Melnychenko                      | 28.709 | BLR Bielorrússia Alina Yushko Katsiaryna Murashko           | 28.502 | RUS Rússia Anzhelika Pikhulina Anastasia Sokolenko                               | 28.001 |
| Equipe feminina detalhes  | RUS Rússia Aigul Shaikhutdinova Ekaterina Stroynova Ekaterina Loginova     | 28.650 | GBR Grã-Bretanha Jennie Miller Emma Walters Katherine Smith | 28.320 | UKR Ucrânia Kateryna Kalyta Nataliya Vinnyk Iuliia Odintsova                     | 28.290 |
| Dupla mista detalhes      | USA Estados Unidos Kristin Allen Michael Rodrigues                         | 28.600 | RUS Rússia Tatiana Okulova Revaz Gurgenidze                 | 28.300 | CHN China Huang Yan Zhang Shaolong                                               | 27.858 |

## Resultados

### Dupla masculina
Os resultados finais foram os seguintes.
| Posição           | Equipe                                 | Nacionalidade  | Pontos |
| ----------------- | -------------------------------------- | -------------- | ------ |
| Medalha de ouro   | Edward Upcott, Douglas Fordyce         | Grã-Bretanha   | 28.662 |
| Medalha de prata  | Konstantin Pilipchuk, Alexei Dudchenko | Rússia         | 28.506 |
| Medalha de bronze | Yauheni Kalachou, Ruslan Fedchanka     | Bielorrússia   | 28.052 |
| 4                 | Antoan Andonov, Yasen Georgiev         | Bulgária       | 27.400 |
| 5                 | Iaroslav Pulin, Dmytro Tarasenko       | Ucrânia        | 26.580 |
| 6                 | Yang Hengyi, Chen Hongen               | China          | 26.317 |
| 7                 | Axl Osborne, Dylan Inserra             | Estados Unidos | 26.250 |
| 8                 | Konstantin Averin, Petr Gmyzun         | Cazaquistão    | 25.420 |

### Equipe masculina
Os resultados finais foram os seguintes.
| Posição           | Equipe                                                                   | Nacionalidade | Pontos |
| ----------------- | ------------------------------------------------------------------------ | ------------- | ------ |
| Medalha de ouro   | Adam Buckingham, Adam McAssey, Alex Uttley, Jonathan Stranks             | Grã-Bretanha  | 28.854 |
| Medalha de prata  | Xue Wangxin, Fang Sheng, Zhao Yuchao, Han Yuliang                        | China         | 28.801 |
| Medalha de bronze | Artur Avakyan, Yuriy Gerasimov, Grigoriy Sergienko, Konstantin Stetsenko | Rússia        | 28.552 |
| 4                 | Kiryl Shatau, Kiryl Zhdanovich, Vadzim Ulasevich, Artsiom Khvalko        | Bielorrússia  | 27.280 |
| 5                 | Rostyslav Romaniak, Andriy Moskva, Roman Petsukh, Kostiantyn Gnatiuk     | Ucrânia       | 26.300 |
| 6                 | Tomasz Antonowicz, Michal Jarczak, Szymon Rudyk, Maciej Piasecki         | Polónia       | 24.900 |

### Dupla feminina
Os resultados finais foram os seguintes.
| Posição           | Equipe                                     | Nacionalidade | Pontos |
| ----------------- | ------------------------------------------ | ------------- | ------ |
| Medalha de ouro   | Kateryna Sytnikova, Anastasiya Melnychenko | Ucrânia       | 28.709 |
| Medalha de prata  | Alina Yushko, Katsiaryna Murashko          | Bielorrússia  | 28.502 |
| Medalha de bronze | Anzhelika Pikhulina, Anastasia Sokolenko   | Rússia        | 28.001 |
| 4                 | Ayla Ahmadova, Dialara Sultanova           | Azerbaijão    | 27.900 |
| 5                 | Huang Yan, Wang Cuicui                     | China         | 27.507 |
| 6                 | Janina Hiller, Sophia Müller               | Alemanha      | 26.820 |

### Equipe feminina
Os resultados finais foram os seguintes.
| Posição           | Equipe                                                        | Nacionalidade | Pontos |
| ----------------- | ------------------------------------------------------------- | ------------- | ------ |
| Medalha de ouro   | Aigul Shaikhutdinova, Ekaterina Stroynova, Ekaterina Loginova | Rússia        | 28.650 |
| Medalha de prata  | Jennie Miller, Emma Walters, Katherine Smith                  | Grã-Bretanha  | 28.320 |
| Medalha de bronze | Kateryna Kalyta, Nataliya Vinnyk, Iuliia Odintsova            | Ucrânia       | 28.290 |
| 4                 | Corinne van Hombeeck, Maaike Croket, Eloise Vanstaen          | Bélgica       | 28.152 |
| 5                 | Sarah Le Corre, Christal Dupire-Betoule, Maxine Eouzan        | França        | 27.754 |
| 6                 | Kinga Beker, Kinga Grzeskow, Kamila Kowalska                  | Polónia       | 27.400 |

### Dupla mista
Os resultados finais foram os seguintes.
| Posição           | Equipe                                    | Nacionalidade  | Pontos |
| ----------------- | ----------------------------------------- | -------------- | ------ |
| Medalha de ouro   | Kristin Allen, Michael Rodrigues          | Estados Unidos | 28.600 |
| Medalha de prata  | Tatiana Okulova, Revaz Gurgenidze         | Rússia         | 28.300 |
| Medalha de bronze | Huang Yan, Zhang Shaolong                 | China          | 27.858 |
| 4                 | Anzhalika Kashpanava, Yury Vaitsiakhouski | Bielorrússia   | 27.120 |
| 5                 | Nik De Roeck, Amber van Wijk              | Bélgica        | 26.910 |
| 6                 | Ana Koklejeva, Dmitrj Sumilo              | Lituânia       | 26.900 |
| 7                 | Filipe Norton, Mariana Amorim             | Portugal       | 26.220 |
| 8                 | Mirela Ivanova, Zlatin Kirov              | Bulgária       | 25.480 |